# John Dunning (Snookerspieler)
John Dunning (* 18. April 1927 in Morley, West Yorkshire; † 11. September 2009 in Gildersome) war ein englischer Snookerspieler, der zwischen 1971 und 1997 insgesamt 26 Jahre auf der Profitour spielte.

## Karriere
Der in Morley geborene Dunning besuchte die Bridge Street School und interessierte sich schon damals für zahlreichen Sportarten wie Wrestling und Fußball, vor allem aber für den Snookersport. Im Alter von 18 Jahren trat er der Royal Navy bei, wo er zwei Jahre lang diente. Kurz danach lernte er in einem Club seine spätere Frau Sylvia kennen, die er 18 Monate später in der St. Paul’s Church heiratete und mit der er zwei Kinder bekam.
In den folgenden Jahren leitete Dunning zusammen mit seinem Bruder Geoff einen Zeitungskiosk in Morley und arbeitete als Fensterputzer in der Stadt. 1973 zog das Paar nach Gildersome und Dunning arbeitete in einer Firma für Snooker-Zubehör, als er begann, professionell Snooker zu spielen.

### Anfänge als Amateur
Dunning trat erstmals 1951 in Erscheinung, als er an der Qualifikation für die English Amateur Championship teilnahm und in der vierten Runde mit 2:3 gegen Geoffrey W. Lockwood verlor. Dieser besiegte Dunning auch ein Jahr später in der fünften Runde, nachdem Dunning zuvor mit 3:0 John Caine besiegt hatte. Nach mehreren Jahren Abstinenz erfolgte 1960 eine weitere Teilnahme, bei der er sein Auftaktspiel in der vierten Qualifikationsrunde gegen Alan Firth verlor. Ein Jahr später profitierte Dunning von der kampflosen Aufgabe von J. H. Lunn, bevor er in der fünften Runde erneut gegen Alan Firth verlor. Knapp zehn Jahre später wurde Dunning zur Saison 1971/72 Profispieler.
Im Verlauf seiner Snookerkarriere gewann Dunning die Yorkshire Championship elf Mal.

### Erste Jahre auf der Profitour
Mangels Turnieren nahm Dunning während seiner ersten Profisaison nur an der Snookerweltmeisterschaft teil, wo er Pat Houlihan und Graham Miles besiegte und in der dritten Runde gegen John Pulman verlor. In der nächsten Saison nahm Dunning zwar zusätzlich am Park Drive 1000 teil, verlor allerdings sein Auftaktspiel gegen John Spencer. Auch bei der Snookerweltmeisterschaft kam er nicht über sein Auftaktspiel hinaus, das er mit 4:9 gegen David Taylor verlor. In der Saison 1973/74 erreichte er nach einem Sieg über Jim Meadowcroft das Achtelfinale der Norwich Union Open und verlor gegen John Spencer. Anschließend besiegte er bei der Snookerweltmeisterschaft David Greaves, David Taylor und Eddie Charlton, bevor er im Viertelfinale Graham Miles unterlag.
Die folgende Saison begann für Dunning mit einem Ausscheiden in der dritten Qualifikationsrunde für die Watney Open gegen Sid Hood, bevor er bei den Norwich Union Open gegen Bill Werbeniuk sein Auftaktspiel verlor. Zum Abschluss der Saison verlor er auch bei der Snookerweltmeisterschaft gegen Gary Owen sein Auftaktspiel. Im Anschluss daran wurde erstmals eine sogenannte Order of Merit – der Vorläufer der heutigen Snookerweltrangliste – aufgestellt, auf der Dunning den zwölften Platz belegte. Auch in der Saison 1975/76 verlor Dunning sein Auftaktspiel bei der Snookerweltmeisterschaft gegen Ray Reardon, bevor er auch beim Canadian Club Masters gegen John Pulman zum Auftakt scheiterte.

### Erste Jahre auf der Weltrangliste
Mit der Saison 1976/77 wurde eine Snookerweltrangliste eingeführt, auf deren Erstfassung er den elften Platz belegte, welcher für den Rest seiner Karriere die beste Weltranglistenplatzierung blieb. Während der Saison verlor er sowohl bei der World Professional Matchplay Championship gegen Perrie Mans als auch bei der Snookerweltmeisterschaft gegen John Virgo seine Auftaktspiele. Auf der Weltrangliste verlor er infolgedessen fünf Plätze.
In der folgenden Saison nahm Dunning an der Erstausgabe der UK Championship teil, wo er Maurice Parkin und John Pulman besiegte und im Achtelfinale gegen Alex Higgins verlor. Zum Saisonende verlor er bei der Snookerweltmeisterschaft gegen den Sieger der UK Championship Patsy Fagan sein Auftaktspiel, wodurch er in der folgenden Saison den 20. Platz der Weltrangliste belegte.
Auch in der Saison 1978/79 nahm Dunning an den beiden Turnieren teil, die zusammen mit dem Masters zur Triple Crown gezählt werden. Bei der UK Championship konnte Dunning nach einem Sieg über David Greaves nicht gegen Fred Davis im Achtelfinale ankommen und unterlag ihm mit 2:9, während er bei der Snookerweltmeisterschaft nach einem Sieg über Jackie Rea in der Runde der letzten 24 gegen David Taylor verlor. Auf der Rangliste belegte er in der folgenden Saison den 23. Platz.
Zum wiederholten Male nahm Dunning während der folgenden Saison ebenfalls nur an der UK Championship und an der Snookerweltmeisterschaft teil und schied bei ersterer nach einem erneuten Sieg über David Greaves gegen Steve Davis in der Runde der letzten 24 und bei letzterer in der Runde der letzten 48 gegen Sid Hood aus. Auf der Weltrangliste verlor er einen weiteren Platz.

### Absturz aus den Top 50
Die Saison 1980/81 begann mit einer Auftaktniederlage bei der UK Championship, bevor er erst bei der English Professional Championship das Viertelfinale erreichte und zum Saisonende bei der Snookerweltmeisterschaft unter anderem Patsy Fagan besiegte und in der Runde der letzten 24 gegen den Kanadier Kirk Stevens verlor. Auf der Weltrangliste verlor er erneut einen Platz, sodass er in der folgenden Saison auf dem 25. Rang geführt war.
Die nächste Saison begann mit zwei Viertrundenteilnahmen bei den International Open und bei der UK Championship. Anschließend schied er beim International Masters in der Qualifikationsgruppenphase aus und unterlag zum Saisonende in der Runde der letzten 32 der Snookerweltmeisterschaft seinem Landsmann John Spencer. Auf der Weltrangliste fiel er fünf weitere Ränge auf Platz 30 zurück. Während der Saison 1982/83 konnte Dunning dagegen in fünf Turnieren überhaupt kein einziges Spiel gewinnen und fiel so drei weitere Plätze zurück.
Auch in der darauffolgenden Saison verlor Dunning vier von sechs Auftaktspielen, bei der UK Championship schied er nach immerhin einem Sieg aus. Im Gegensatz dazu überstand Dunning beim International Masters die ersten beiden Gruppenphasen ohne eine einzige Niederlage und ebenfalls die Halbfinalgruppe trotz einer Niederlage gegen Warren King und mithilfe eines Sieges über Terry Griffiths. So stand Dunning neben Dave Martin und Steve Davis als einer von drei Spielern in der Finalgruppe des International Masters, die durch die ungewöhnliche Teilnehmerzahl von 27 Spielern bedingt war. Allerdings verlor Dunning beide Spiele – 1:4 gegen Davis und 2:3 gegen Martin –, sodass er den letzten Platz der Gruppe belegte. Dennoch wurde er so mit einem Alter von 56 Jahren der älteste Snookerspieler, der in einem im Fernsehen übertragenen Turnierfinale spielte. Auf der Weltrangliste belegte er allerdings durch die zahlreichen Auftaktniederlagen den 52. Platz und fiel so aus den besten fünfzig Plätzen der Weltrangliste hinaus.

### Absturz auf Rang 103
Die Saison 1984/85 begann mit einer Teilnahme an der Runde der letzten 64 der International besser als die letzten Saisons, wobei sich dieser Aufwärtstrend mit einem Einzug in die Runde der letzten 32 des Grand Prix fortsetzte. Allerdings verlor Dunning bei den letzten beiden Turnieren der Saison, UK Championship und Snookerweltmeisterschaft, seine Auftaktspiele, sodass er erneut zwölf Plätze verlor.
Auch die folgende Saison begann mit einem Einzug in die Runde der letzten 64, diesmal bei der Matchroom Trophy. Im Folgenden trat Dunning allerdings zu fünf Auftaktspielen nicht an und verlor das letzte Auftaktspiel der Saison bei der Snookerweltmeisterschaft gegen Barry West. Auf der Weltrangliste rutschte er infolgedessen auf Rang 83 ab.
Im Verlauf der Spielzeit 1986/87 trat zwar Dunning wieder zu allen Spielen an, verlor jedoch vier Auftaktspiele und kam bei den drei übrigen Turnieren nicht über die Runde der letzten 96 hinaus. Dadurch verlor er auf der Weltrangliste erneut zwanzig Plätze und belegte so in der folgenden Saison den 103. Weltranglistenplatz.

### Comeback in die Top 100
Auch in der Saison 1987/88 verlor Dunning insgesamt vier Auftaktspiele und erreichte ein Mal die Runde der letzten 96, erreichte aber im Gegensatz dazu sowohl bei der UK Championship als auch bei den British Open die Runde der letzten 64. Dadurch konnte er sich um elf Plätze verbessern, sodass er die sofortige Rückkehr in die besten hundert Plätze der Weltrangliste schaffte.
Mit der folgenden Saison stieg die Zahl der Auftaktniederlagen auf sechs und die Zahl der Teilnahmen an den jeweiligen Runden der letzten 96 auf drei. Lediglich beim Canadian Masters überstand er die Qualifikation, bevor er in der Runde der letzten 64 gegen John Parrott verlor. Zudem zog er beim dritten Event der WPBSA-Non-Ranking-Serie in die Runde der letzten 48 ein. Auf der Weltrangliste bedeutete dies ein Verlust von drei Plätze, durch den er sich in der folgenden Saison auf Rang 95 platzieren konnte.

### Endgültiger Abschied aus den Top 100
Während der Saison 1989/90 verlor Dunning schließlich sieben Auftaktspiele und vier Mal die Runde der letzten 96. Lediglich beim zweiten Event der WPBSA-Non-Ranking-Serie konnte Dunning mithilfe eines gewonnenen Spieles über die Runde der letzten 96 herauskommen und schied in der Runde der letzten 32 gegen Graham Cripsey aus, allerdings hatte das Turnier als Non-ranking-Turnier kein Einfluss auf die Weltrangliste. So rutschte er erneut aus den Top 100 der Weltrangliste raus und belegte im Folgenden den 117. Rang.
In der darauffolgenden Saison stieg die Zahl von Dunnings Auftaktniederlagen um ein weiteres Mal auf acht an, zudem erreichte er mit den einzigen beiden gewonnenen Spielen der Saison die Runde der letzten 96 des Grand Prix und des Dubai Classics. Auf der Weltrangliste verlor er sieben weitere Plätze.

### Absturz auf Rang 293
Mit der Saison 1991/92 wurde die Profitour für alle Spieler geöffnet, wodurch Dunning sich einerseits durch mehr Qualifikationsrunden spielen musste, um eine Hauptrunde zu erreichen, und andererseits er sich auf der Weltrangliste durch die erhöhte Zahl von Spielern mit Weltranglistenplatz automatisch verschlechterte. So kam es, dass er während der Saison kein einziges Spiel gewann: Zu sieben Spielen trat er erst gar nicht an, die übrigen drei verlor er mit 1:5 gegen Peter Ebdon, mit 0:5 gegen Dave Harold und mit 5:10 gegen den Schotten Simon Haggerty. Auf der Weltrangliste war er so in der kommenden Saison auf Rang 163 geführt.
In der folgenden Saison konnte Dunning zwar wieder Spiele gewinnen, verlor allerdings auch acht Auftaktspiele und gab zusätzlich ein weiteres kampflos auf. Zudem konnte er beim zweiten und dritten Event der Strachan Challenge ein beziehungsweise zwei Spiele vor dem Ausscheiden gewinnen. Ein weiterer Sieg gelang ihm bei den European Open, bevor er auch dort ausschied. Auf der Weltrangliste verlor er über hundert Plätze, sodass er in der folgenden Saison auf Rang 270 gelistet war.
In der Saison 1993/94 konnte Dunning allerdings kein einziges Spiel mehr gewinnen – er verlor alle elf Auftaktspiele der Saison. Dadurch rutschte er auf Rang 293 ab.

### Letzte Profijahre
Im Verlaufe der Saison 1994/95 verlor Dunning erneut sieben Auftaktspiele, konnte jedoch auch bei der UK Championship zwei Runden und bei den Thailand Open eine Runde überstehen. Auf der Weltrangliste fiel er auf Rang 348 zurück.
Während der nächsten Saison verlor Dunning erneut fünf Auftaktspiele, konnte allerdings auch bei vier Turnieren jeweils ein Spiel und bei der UK Championship gar zwei Spiele gewinnen. Dadurch konnte er sich auf der Weltrangliste auf Rang 301 verbessern.
In der Saison 1996/97 konnte Dunning erneut fünf Auftaktspiele nicht gewinnen. Erst beim letzten Saisonturnier, der Snookerweltmeisterschaft gelang ihm ein 5:0-Sieg über Anthony Bridge, bevor er in der dritten Runde mit 2:5 gegen Philip Seaton verlor. Diese Niederlage war Dunnings letztes Profispiel. Nach 26 Profijahren beendete er mit dem Ende der Saison 1996/97, abgerutscht auf Rang 357 der Weltrangliste, im Alter von 70 Jahren seine Profikarriere.
Dunnings Hingabe für den professionellen Snookersport sank, als er im Rahmen eines Turnieres in Bristol einen Herzinfarkt bekam. Während eines Spieles umklammerte er schon seinen Stuhl und spielte dennoch die Partie zu Ende, als er im Foyer ohnmächtig wurde. 1997 wurde bei ihm schließlich ein Bypass gesetzt.

### Weiteres Leben
2007 wurde bei Dunning Speiseröhrenkrebs diagnostiziert. Im Sommer 2009 breitete sich der Krebs auf die Wirbelsäule und die Knochen aus und Dunnings Gesundheitszustand verschlechterte sich. Am 11. September 2009 verstarb Dunning in seinem Zuhause in Gildersome im Alter von 82 Jahren.
Nach seinem Tod würdigte ihn der sechsfache Weltmeister Ray Reardon mit den folgenden Worten:

“He was a fine player and an entertaining one, good at attacking and good on the tactical side. He was a charming man with a lovely northern accent.”

„Er war ein guter und unterhaltsamer Spieler, gut im Angriff und gut auf der taktischen Seite. Er war ein charmanter Mann mit einem wunderschönen nördlichen Akzent.“

## Erfolge
| Ausgang              | Jahr | Turnier               | Finalgegner             | Ergebnis |
| -------------------- | ---- | --------------------- | ----------------------- | -------- |
| Non-ranking-Turniere |      |                       |                         |          |
| Dritter              | 1984 | International Masters | Steve Davis Dave Martin | 1:4 2:3  |